# 鄭大經
鄭大經（1520年—？），字正之，號湘溪，浙江衢州府西安縣人，民籍，明朝政治人物。

## 生平
嘉靖三十一年（1552年）壬子科浙江鄉試第二十名舉人。嘉靖三十五年（1556年）中式丙辰科三甲第一百九十三名進士。吏部观政，三十七年授常州府推官，四十二年復除镇江府，四十四年復除顺德府，隆慶元年（1567年）二月選授吏科给事中，三月往边鎮給賞邊軍，八月奉命赏蓟辽军还，条上十事。十一月升本科右，十二月升本科左，二年四月升本科都，四年二月升太仆寺少卿，十月官员考察以不謹閑住。

## 家族
曾祖鄭淮；祖父鄭奎；父鄭權，母王氏。兄大綸、弟大綬。